# Nadecznik łamliwy
Nadecznik łamliwy (Eunapius fragilis) – gatunek gąbek słodkowodnych.

## Opis
Miękka gąbka koloru szarego, białego albo lekko brunatna. Nie tworzy rozgałęzień.

## Występowanie
Pokrywa podwodne obiekty, np. korzenie lub kamienie. Pospolicie występuje na nizinach, w wodach stojących lub płynących, najczęściej przy brzegach. Eunapius fragilis należy do fauny Polski.